# Обратная тяга
Обра́тная тя́га (опроки́дывание тяги) — отсутствие разрежённости в дымовом или вентиляционном канале, препятствующее удалению продуктов сгорания от работающих приборов (печи, камины, плиты, котлы, водонагреватели и др.) или удалению отработанного воздуха из помещения в атмосферу.
При обратной тяге в дымоходе происходят выбросы продуктов сгорания в помещение, причём дым и газы могут поступать также через вентиляционные и дымовые каналы как от работающих аппаратов, расположенных в данном помещении, так и из других помещений от приборов, установленных в других помещениях и квартирах.
При этом возникает серьезная опасность гиперкапнии, гипоксии и отравлений угарным газом (вплоть до летального исхода) и возгораний.

## Причины возникновения обратной тяги
- Расположение устья дымовой (вентиляционной) трубы в зоне ветровой тени (так называемой зоне ветрового подпора), образованной коньком здания (выступающими частями зданий и высокими деревьями);
- Резкий порывистый (ураганный) ветер определённой силы и направления;
- Наличие в каналах холодного воздуха и большого содержания паров воды, препятствующих возникновению тяги;
- Наличие засорений в каналах (гнёзда птиц, ос, отложения сажи, накопление мусора);
- Неправильная конструкция каналов (наличие сужений и расширений, кренов, наклонов и неправильных оголовков);
- Промерзание, обмерзание и закупорка каналов снегом, инееобразной массой;
- Наличие сквозняков и движений воздуха внутри помещения, вызванных совмещением больших помещений и отсутствием деления на отсеки;
- Разрушение трубы или рассечек каналов;
- Недостаточность притока воздуха (при установленных герметичных окнах без приточных клапанов), недостаточности площади их сечения для притока необходимого количества воздуха, или вызванное работой вытяжных систем (в первую очередь кухонных вытяжных зонтов), вентиляторов и компрессоров .

## Способы устранения
- Наращивание трубы и выведение её выше зоны ветровой тени;
- Прекращение топки;
- Просушивание и разогрев каналов;
- Регулярная и аварийная очистка каналов;
- Перекладка и исправление конструкции каналов.
- Разогрев и расчистка обмерзания. (теплоизоляция каналов и регулировка температуры отходящих газов)
- Перепланировка и разделение помещения (установка дверей и организация направленных потоков);
- Ремонт и перекладка разрушенных участков, или полностью всей конструкции.
- Удаление излишних приборов и установление обособленности помещения. Увеличение размера продуха.
- Недопустимость использования вытяжных зонтов в режиме воздухоудаления и вентиляторов совместно с приборами, с удалением продуктов сгорания в дымоход (котлы, колонки).
- Обеспечение притока необходимого для нормального горения количества свежего наружного воздуха.

## Обратная тяга (пожарный термин)
Обратная тяга — явление, которое может иметь место при пожаре в замкнутых помещениях в условиях, когда огонь, испытывая недостаток кислорода, затухает, при этом в помещении накапливаются газообразные горючие продукты неполного сгорания (угарный газ, продукты пиролиза). При доступе свежего воздуха, например при открытии двери в помещение, происходит молниеносное взрывообразное раздувание огня с выбросом раскалённых газов. Опасность с внешней стороны можно распознать по жёлтому или коричневому дыму, чей цвет обусловлен неполным сгоранием, просачивающимуся сквозь щели или вытяжные отверстия.
Пожарные предотвращают обратную тягу вентиляцией, позволяя дыму и пламени рассеяться.
Легкомысленное или непрофессиональное отношение к «обратной тяге» может стать причиной смерти как обычных людей, так и сотрудников пожарных служб.